# 이현우 (아나운서)
이현우(李賢雨, 1950년 8월 14일 ~ )은 대한민국의 아나운서이다.

## 학력
- 중앙대학교 연극영화학과 졸업
- 연세대학교 행정대학원 신문방송학과 졸업
- 한영신학대학교 대학원 사회복지학 박사

## 경력
- 1977년 MBC 아나운서 입사
- 1978년 ~ 1979년 : MBC인기가요 퍼레이드, 푸른신호등 진행
- 1983년 ~ 1993년 : MBC 스포츠뉴스 진행
- 1994년 10월 17일 ~ 1995년 4월 14일 : MBC 저녁뉴스 진행
- 1996년 3월 15일 ~ 1996년 10월 18일 : MBC 뉴스이브닝 진행
- 1998년 4월 20일 ~ 1999년 12월 : MBC 뉴스 (1700) 진행
- 2007년 12월 ~ : MBC 아나운서 퇴사 이후 프리랜서 선언
- 2025년 3월 : 제12회 한국아나운서클럽 회장